# Saint Kitts og Nevis ved OL
Saint Kitts og Nevis deltog første gang i olympiske lege under sommer-OL 1996 i Atlanta og har siden deltaget i samtlige efterfølgende sommerlege. Nationen har aldrig deltaget i vinterlegene og har aldrig vundet nogen olympiske medaljer.

## Medaljeoversigt
| Saint Kitts og Nevis' medaljer under de olympiske sommerlege | Saint Kitts og Nevis' medaljer under de olympiske sommerlege | Saint Kitts og Nevis' medaljer under de olympiske sommerlege | Saint Kitts og Nevis' medaljer under de olympiske sommerlege | Saint Kitts og Nevis' medaljer under de olympiske sommerlege | Saint Kitts og Nevis' medaljer under de olympiske sommerlege |
| ------------------------------------------------------------ | ------------------------------------------------------------ | ------------------------------------------------------------ | ------------------------------------------------------------ | ------------------------------------------------------------ | ------------------------------------------------------------ |
| Lege                                                         | Guld                                                         | Sølv                                                         | Bronze                                                       | Totalt                                                       | Rang                                                         |
| 1996 Atlanta                                                 | 0                                                            | 0                                                            | 0                                                            | 0                                                            | –                                                            |
| 2000 Sydney                                                  | 0                                                            | 0                                                            | 0                                                            | 0                                                            | –                                                            |
| 2004 Athen                                                   | 0                                                            | 0                                                            | 0                                                            | 0                                                            | –                                                            |
| 2008 Beijing                                                 | 0                                                            | 0                                                            | 0                                                            | 0                                                            | –                                                            |
| 2012 London                                                  | 0                                                            | 0                                                            | 0                                                            | 0                                                            | –                                                            |
| 2016 Rio de Janeiro                                          | 0                                                            | 0                                                            | 0                                                            | 0                                                            | –                                                            |
| 2020 Tokyo                                                   |                                                              |                                                              |                                                              |                                                              |                                                              |